# Alexandre Delcommune
Alexandre Delcommune (né à Namur, le 6 octobre 1855 - mort à Bruxelles, le 7 août 1922) est un explorateur belge de l'État indépendant du Congo. II a découvert de vastes zones du Congo au début de la période coloniale. Il a remonté de nombreuses voies navigables du bassin du Congo et mené une importante expédition au Katanga entre 1890 et 1893.
Il pouvait se targuer d'être un de ceux qui avaient vécu l'histoire complète de l'État indépendant du Congo.

## Biographie
Alexandre Delcommune, né à Namur le 6 octobre 1855, est le fils de Renier Delcommune, sergent-major dans le corps du génie avant de rejoindre les chemins de fer belges et français, et de Marie Thérèse Wiard. Il épouse Mabengia Elelo, fille du principal chef tribal congolais de Boma, qui lui donne une fille. Il est le frère de Camille Delcommune, autre explorateur du Congo.
Il étudie à l'École moyenne de Rochefort, puis à l'Athénée de Bruxelles. Il travaille ensuite aux Chemins de fer de l'État, d'abord comme commis puis comme secrétaire du Chef de la station de Bruxelles-Nord.
Il se rend au Portugal en janvier 1874 pour travailler dans l'usine d'huile d'olive de son demi-frère mais il a toujours envie de bouger et demande à son frère de lui écrire une lettre de recommandation destinée à un de ses amis portugais pour qu'il puisse se rendre au Brésil ou au Portugal. Après moins de six mois, il arrive à São Paulo de Loanda, l'actuelle Luanda. Alexandre Delcommune rejoint le marchand français Lasnier-Daumas, de la Maison Lartigue et Cie. Il y exerce les fonctions d’adjoint de factorerie puis de gérant à Ambriz, Nissembo, Ambrizette, Banana et Boma en 1874 qu'il transforme en comptoir principal des établissements français au Congo. À cette époque, il est l'un des seize Européens vivant au Congo et le seul Belge.  
En 1877, il assiste à l'arrivée de Henry Morton Stanley après sa traversée de l'Afrique d'est en ouest,.
En 1883, il rentre en Belgique après neuf ans d’absence. La même année il repart en Afrique au service de l’Association internationale du Congo (A.I.C.) afin de représenter l’organisme dans le Bas-Congo. Un an plus tard, il est nommé directeur des usines belges de Boma et Noki et devient chef de la future capitale de l'État indépendant du Congo à Boma. Il est chargé d'amener les chefs locaux à accepter la souveraineté belge. Ce qu'il obtient grâce à sa grande familiarité avec Boma et à son mariage avec une fille du chef principal de Boma. Trois accords importants sont signés le 19 avril 1884. Les autres Européens qui font du commerce sur le cours inférieur du fleuve Congo considèrent ces accords comme une trahison.  
Lors de la Conférence de Berlin en 1884, Léopold II, au nom de l'A.I.C., obtient des puissances européennes, 2 344 km carrés de territoire au Congo qui constitueront désormais l'État indépendant du Congo.  
En 1886, Alexandre Delcommune se met au service du Comité d'études du Haut-Congo, organisation créée par le roi Léopold II de Belgique dont le but est de reconnaître le bassin du fleuve Congo et ses ressources. Le capitaine Albert Thys lui demande, en 1886, d'évaluer pour la Compagnie du Congo pour le Commerce et l'Industrie (CCCI), la rentabilité d'un projet de chemin de fer reliant le Bas-Congo au Stanley-Pool  et de procéder à la reconnaissance du Haut-Congo au point de vue commercial. Pour cette mission, il doit explorer toute la partie navigable du bassin du Congo et déterminer à quels types et quantités de marchandises on peut s'attendre. En mai 1887, il embarque à bord du Vlaanderen et fait transporter les éléments du steamer à fond plat, Le Roi des Belges par voie terrestre pendant quatre mois jusqu'à Léopoldville, où le bateau est assemblé, ce qui nécessite encore cinq mois supplémentaires. 
À partir du 27 mars 1888, Il explore avec le Roi des Belges le Kasaï, le Fimi, le Sankuru, le lac Léopold II, le Lubefu, le Kwango et le Kwilu. Il remonte le fleuve Congo jusqu'à Stanley Falls, remonte le Lomami et explore l'Aruwimi. Il parcourt 12 000 kilomètres de voies navigables en un an,. 
Alexandre Delcommune fonde, entre autres, les postes de Nioki, Tolo et Dekese dans le district de Mai Ndombe.  Au cours de ce voyage, il démontre que le Lomami est bien un affluent du fleuve Congo comme Stanley l'avait soupçonné. Il découvre également que Nyangwe, un important centre de traite des esclaves sur la rivière Lualaba, n'est qu'à trois jours de voyage à l'est du Lomami Il met dix-sept jours à remonter le Lomani, sur plus de 920 km. Il démontre qu'il ne s'agit pas d'un cours indépendant mais d'un affluent du Congo, qui coule parallèlement à celui-ci avant de le rejoindre peu avant les  Stanley Falls. Cette découverte ouvre une route importante vers l'intérieur et joue un rôle considérable dans le développement de l'État indépendant du Congo.
Alexandre Delcommune rentre en Belgique et rapporte une importante collection de photographies prises par son adjoint Demeuse et de produits commerçables. Son rapport de mission conclut à la rentabilité de la ligne de chemin de fer « quelle que soit l'importance du coût de la ligne ».

### L'expédition du Katanga
Le roi Léopold II, qui considère l'entreprise CCCI comme un bastion contre les intérêts britanniques, lui accorde des privilèges commerciaux étendus. La CCI monte une force expéditionnaire, la Compagnie du Katanga, envoyée au Katanga sous la direction d'Alexandre Delcommune en 1889 afin d'explorer la région, d'estimer sa richesse et les problèmes de communication. Bien qu'officiellement privées, les deux compagnies sont en fait des instruments de l’État indépendant du Congo.
Le 7 juin 1890, Alexandre Delcommune  embarque ses adjoints à Flessingue et, lui même part via Lisbonne.L'expédition quitte Kinshasa le 17 octobre 1890 sur deux petits steamers, La Ville de Bruxelles, fourni par l'État et La Floride, fourni par la Société du Haut Congo. Le géologue Norbert Diderrich, le naturaliste Protche, le docteur Paul Briart, le baron de Roest d'Alkemade et le comte Soustchof accompagnent Alexandre Delcommune,. Ils remontent le Lomami jusqu'à Bena-Kamba, puis, par terre et par eau, jusqu'à NGandu, résidence de N'Gongo Lutete, dont il reçoit la soumission, et où Protche et de Roest d'Alkemade, épuisés et malades, quittent l'expédition.
Le 18 mai 1891, Alexandre Delcommune repart vers le Katanga. Il remonte le Lualaba depuis Bena-Kamba, un itinéraire extrêmement difficile, avec de nombreux rapides. Le 3 mai 1891, l'expédition atteint Ngongo-Luteta. Là, ils rencontrent Rachid, le neveu et successeur du marchand d'esclaves Tippo-Tib, qui leur prête des porteurs. Alexande Delcommune continue alors par voie terrestre, concluant des traités avec les chefs locaux au fur et à mesure. Le convoi subit des attaques, le docteur Briart est blessé, le capitaine Hakanson est tué, mais finit par arriver à Bunkeia, résidence de M'Siri le 6 octobre 1891. Il sera impliqué de façon incidente dans les campagnes de l'État indépendant du Congo contre les Arabo-Swahilis lors de ses explorations du Katanga. 
Au Katanga, Nyamwezi M'siri a pris le pouvoir vers 1860, et contrôle une grande partie de la vallée de Luapula. Alexandre Delcommune s'efforce en vain d'obtenir sa soumission à l'Etat Indépendant du Congo,. À la suite de cet échec, Leopold II lancera une nouvelle expédition, qui viendra à bout de M'siri par la violence. 
Alexandre Delcommune quitte Bunkeia le 22 octobre 1891. De là, il se rend à Tenke et à Mushima, où il arrive le 20 décembre, après avoir perdu 270 personnes sur les 670 composant sa caravane. Là encore sévit une épouvantable famine. A Mushima, Alexandre Delcommune construit des embarcations destinées à descendre le Lualaba mais doit renoncer à ce projet, les gorges de N'Zilo offrant un obstacle infranchissable. L'expédition revient à Bunkeia, où elle apprend la mort de M'Siri, abattu par le capitaine belge Bodson, de l'expédition Stairs,.

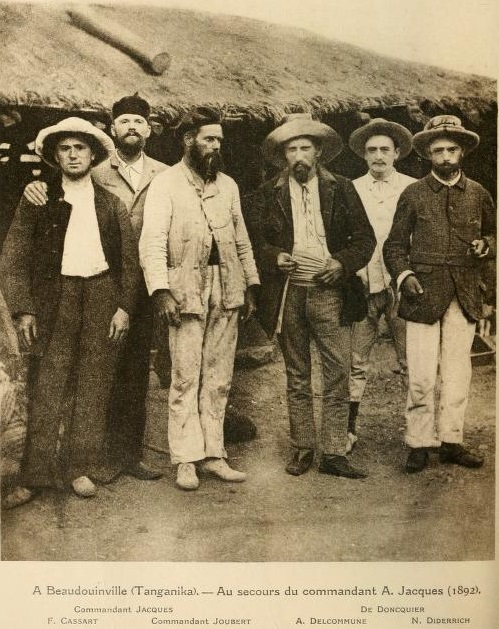
Alexandre Delcommune avec les membres de son expédition à Baudouinville en 1892

En août 1892, l'expédition d'Alexandre Delcommune revient au nord par le lac Tanganyika, où il vient en aide à un groupe de missionnaires de la London Missionary Society à Albertville menacés par des esclavagistes arabes.
Il revient en Europe en 1895, où il se voit offrir un poste d'inspecteur de l'État libre du Congo par le roi Léopold II de Belgique mais décline la proposition, ne voulant pas passer plus de temps en Afrique. Dans ses mémoires, écrits beaucoup plus tard, il déclare qu'il n'était pas d'accord avec les techniques brutales utilisées pour développer l'économie du caoutchouc. Il retourne tout de même au Congo la même année pour la Société anonyme belge pour le commerce du Haut-Congoen. Il y passe un an et demi et réorganise les services de la société. 
Il continue à voyager, visitant le Brésil et les colonies hollandaises et britanniques en Asie. Il devient également copropriétaire avec Albert Thys d'une plantation de cacao à São Tomé.  
Pendant la Première Guerre mondiale, Alexandre Delcommune attaque vivement l'administration coloniale. Il appelle à un meilleur assainissement, à un système éducatif pragmatique axé principalement sur l'agriculture et à des mesures visant à réduire le prix des marchandises dans la colonie mais à imposer des prix minimaux pour les produits indigènes,. 

Il rédige à la fin de sa vie l’ouvrage Vingt ans de vie africaine 1874-1893. 

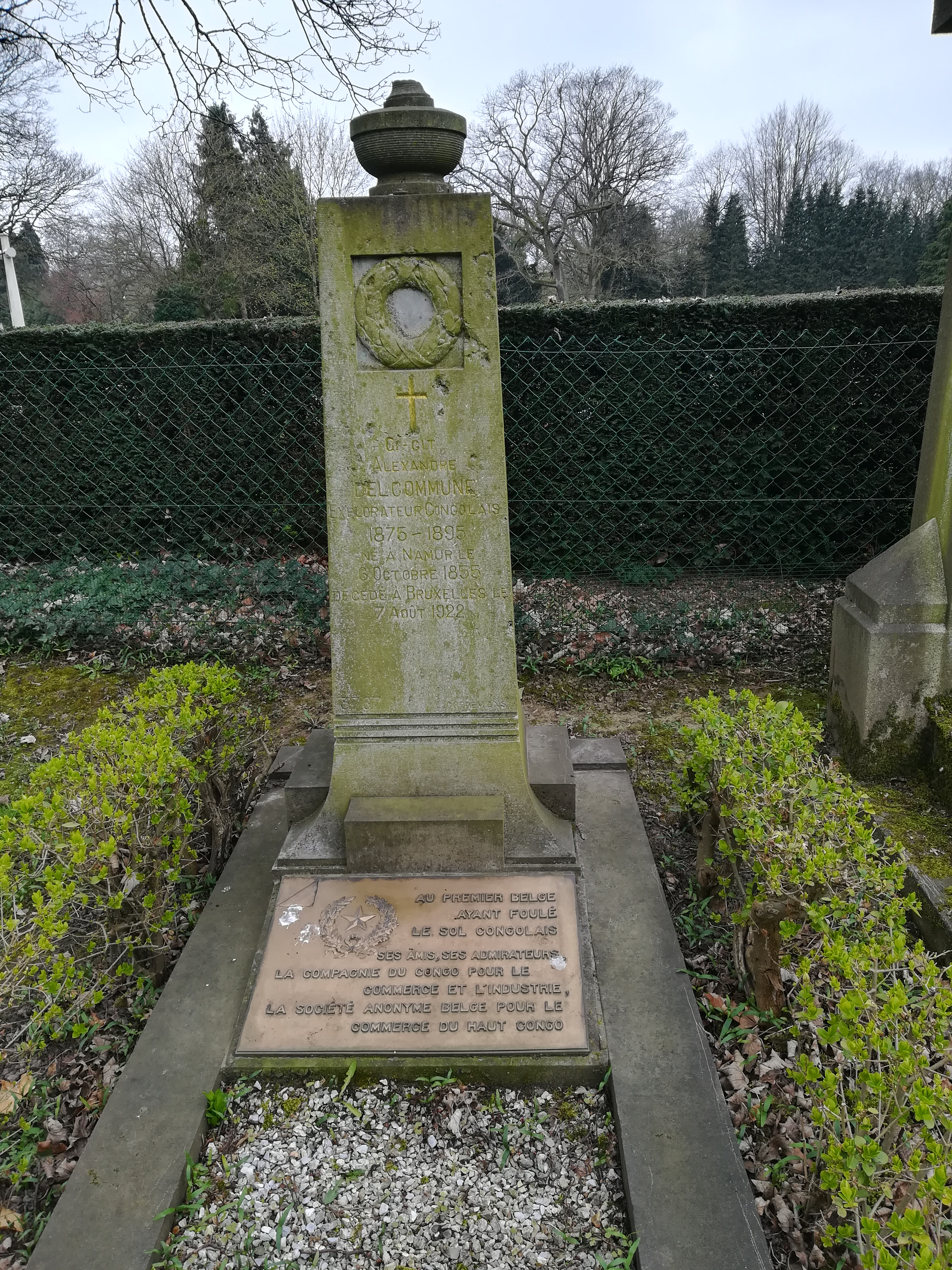
Tombe d'Alexandre Delcommune au cimetière de Bruxelles.

Alexandre Delcommune meurt à Bruxelles le 7 août 1922. Il est inhumé au cimetière de Bruxelles à Evere.
Il laisse son nom au lac Delcommune, à proximité de Kolwezi, ainsi qu'à un bateau à vapeur belge sur le lac Tanganyika, qui combat contre les forces de l'Afrique orientale allemande lors de la Première Guerre mondiale.

## Publication

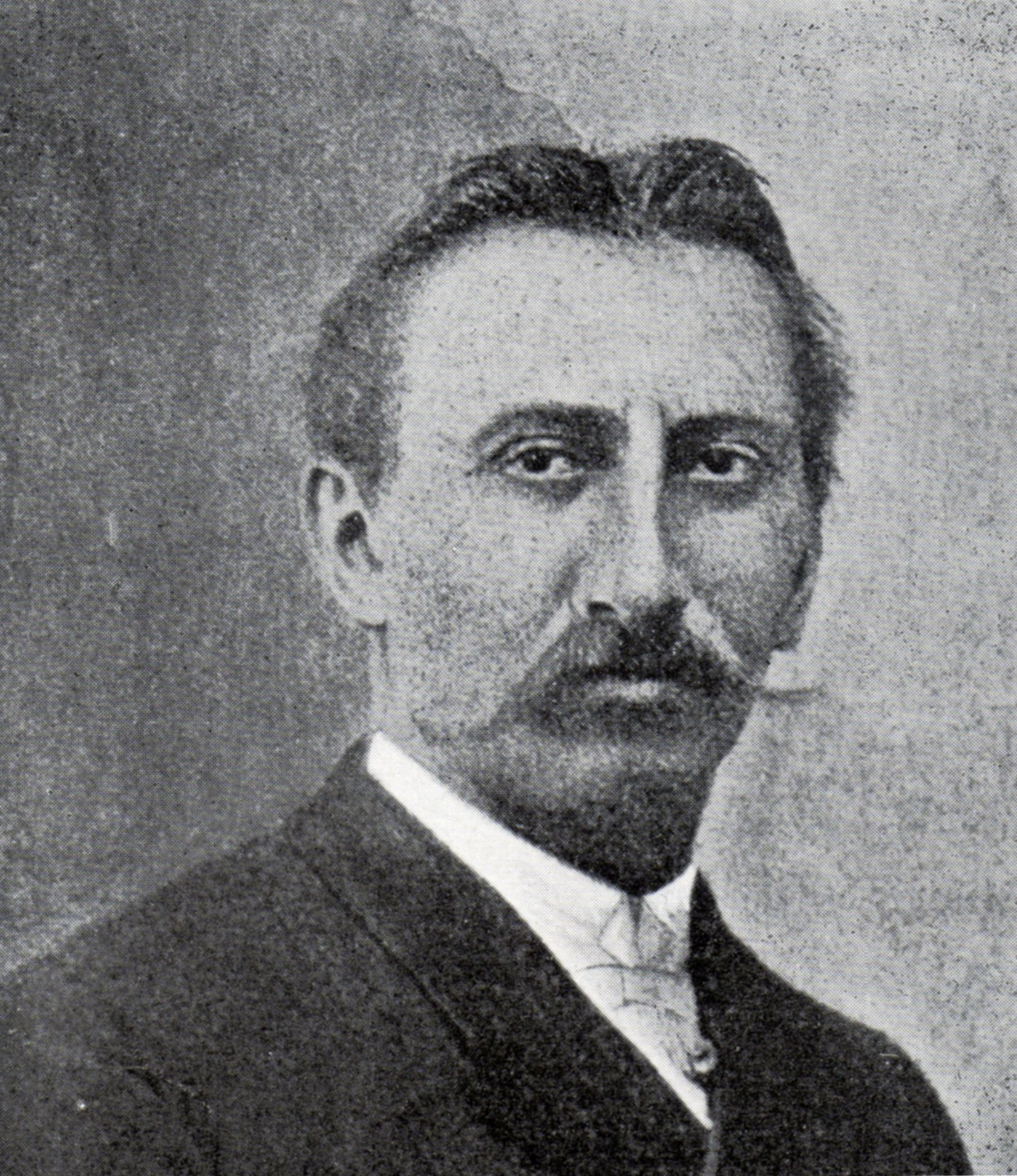
Alexandre Delcommune (1855-1922), officier de la Force publique de l'État indépendant du Congo.

- Notre Voyage au Congo en 1920,  Forgotten Books, réimpression 2018, 102 p.  (ISBN 978-0243022557)

- L'avenir du Congo Belge menacé: bilan des dix premières années (1909-1918) d'administration coloniale gouvernementale, Bruxelles, J. Lebègue, 1919
- Vingt années de vie africaine. Récit de voyages, d'Aventures et d'Exploration au Congo belge, 1874-1893 (sur wikimedia commons), Larcier, Bruxelles, 1922 Lire en ligne

## Distinctions
- Commandeur de l'ordre de Léopold en 1921 (Belgique)[1].
- Grand officier de l'ordre de l'Étoile africaine en 1922 (Congo belge)[12].
- Chevalier de l'Ordre Royal du Lion en 1893 (État indépendant du Congo)[1].
- Médaille commémorative en or des expéditions du Katanga en 1893 (État indépendant du Congo)[1].
- Médaille de la Campagne arabe (État indépendant du Congo).
- Commandeur de l'ordre de la Couronne (Prusse)[1].
- Commandeur du Lion et du Soleil de Perse[1].